# Verwandtschaftsethnologie
Die Verwandtschaftsethnologie ist ein Fachgebiet der Ethnologie, das sich seit seiner Entstehung im 19. Jahrhundert vor allem mit den Regeln von Verwandtschaftsbeziehungen, Verwandtschaftssystemen und Verwandtschaftsterminologien in verschiedenen Kulturen beschäftigt. Neuere Trends (etwa die New Kinship Studies) interpretieren klassische Felder der Verwandtschaftsethnologie wie Heirat, Deszendenz und Filiation neu und gehen der Frage nach, wie Verwandtschaft gemacht wird, wie sie ausgehandelt, symbolisch erzeugt und durch Alltagshandeln bestätigt wird.

## Geschichte

### Anfänge im 19. Jahrhundert
Die Anfänge der Verwandtschaftsethnologie lassen sich auf die zweite Hälfte des 19. Jahrhunderts zurückführen. In den 1860ern wurden gleich mehrere Arbeiten veröffentlicht, die sich mit Verwandtschaftsbeziehungen in verschiedenen Kulturen auseinandersetzen. Durch den Positivismus jener Zeit geprägt gingen Wissenschaftler wie Herbert Spencer, Henry Sumner Maine, Johann Jakob Bachofen, John Ferguson McLennan, Lewis Henry Morgan, James Frazer und Edward Tylor von einer sozialen, kulturellen und mentalen Evolution von Gesellschaften aus, die sich vom Einfachen/Primitiven zum Komplexen/Fortschrittlichen entwickelten.
Einige Wissenschaftler versuchten die unilineare Evolution von Gesellschaften anhand der Entwicklung von Verwandtschaftsbeziehungen aufzuzeigen. Basierend auf der Annahme, dass jede Gesellschaft gewisse Regelungen über den Transfer von Eigentum und sozialer Position nach dem Tod festlegt und sich diese Regelungen von Gesellschaft zu Gesellschaft deutlich voneinander unterscheiden, untersuchten zunächst Juristen verschiedene Systeme von Familienrecht. Die Grundlage für ihre Untersuchungen bildeten die Berichte von Missionaren, Botanikern, Geografen, Museumssammlern oder Reisenden. Als sogenannte armchair anthropologists gingen sie – Morgan ausgenommen – nicht selbst ins Feld, sondern bildeten ihre Theorien mithilfe der bereits vorliegenden Daten und der vergleichenden Methode. Den Anfang machten die beiden Juristen und Gelehrten der frühen indoeuropäischen Geschichte Johann Bachofen und Henry Maine, die ihre Werke im selben Jahr (1861) veröffentlichten.

#### Erste Veröffentlichungen
Der Brite Sir Henry Sumner Maine war auf Basis seiner Untersuchungen zu indoeuropäischen Institutionen davon überzeugt, dass die ursprüngliche Form der Familie patriarchalisch war. In seinem Werk Ancient Law vertritt er die These, dass die frühesten Staatsformen unter der Annahme aufgebaut wurden, dass alle Mitglieder Nachfahren einer primordialen Familie waren. In der weiteren Entwicklung wächst diese Familie zunächst zu einer Sippe (gens) an, um sich dann von einem Stamm zu einem Staatenbund oder Staat zu entwickeln. Dementsprechend verwendet er auch die römischen Begriffe agnatisch und kognatisch für die zwei Hauptformen der Verwandtschaft: als agnatisch bezeichnet er altertümliche Verwandtschaftssysteme, die ihre Verbindungen nur von den männlichen Mitgliedern ableiten, wohingegen in modernen Gesellschaften eine kognatische, d. h. gleichberechtigte Erbfolge praktiziert wird.
Im Gegensatz zu Maine argumentiert der Schweizer Johann Jakob Bachofen in seinem Werk Das Mutterrecht anhand einer Reihe vereinzelter Hinweise bei sogenannten primitiven Stämmen für eine universale, niedrige Entwicklungsstufe, in der das Matriarchat die Grundlage der Gesellschaft bildet. Um seine Theorie zu bekräftigen, postulierte auch er eine stufenweise Entwicklung, die mit einer promiskuitiven Periode beginnt, in der die Verwandtschaftsbeziehungen über die Mutter abgeleitet werden, da die Väter durch das zwanglose Sexualverhalten zumeist unbekannt waren. Im weiteren Verlauf wird nach Maine dieses zunächst vorherrschende Matriarchat durch ein Patriarchat abgelöst, da die voranschreitende Entwicklung der Gesellschaft eine Stärkung der männlichen Rolle erfordere.
Auch der schottische Rechtsanwalt John Ferguson McLennan veröffentlichte 1865 in seinem Werk Primitive Marriage eine evolutionistische Theorie der Familie. Ausgangspunkt für seine Überlegungen war der weitverbreitete Brauch des symbolischen Brautraubes, den er als Überbleibsel einer früheren, tribalen Entwicklungsstufe betrachtete, in der Brautraub tatsächlich und nicht nur symbolisch stattfand. Seine Theorie besagt demnach, dass jede Gesellschaft eine Serie von Entwicklungsstufen durchlaufen muss, begonnen mit einer promiskuitiven Gesellschaftsform, die in ein matrilineares Verwandtschaftssystem übergeht, das wiederum von einem patrilinearen System abgelöst wird. Der Höhepunkt der Entwicklung ist nach McLennan mit der Monogamie erreicht, in der die Verwandtschaft sowohl vom Mann als auch von der Frau abgeleitet wird. Zudem prägte er die Begriffe Exogamie und Endogamie, indem er Heiratsregeln aufzeigte, die entweder die Eheschließung mit Frauen von außerhalb (Exogamie) oder mit Frauen innerhalb der eigenen sozialen Gruppe (Endogamie) vorschreiben.

#### Lewis Henry Morgan
Der amerikanische Ethnologe Lewis Henry Morgan verfolgte ebenfalls die Idee von einer ansteigenden Gesellschaftsentwicklung in drei Stufen: Wildheit – Barbarei – Zivilisation. Durch seine Feldforschungen bei den Irokesen stellte er fest, dass sich ihre Art der Benennung von Verwandten von der unseren unterscheidet. Beispielsweise wurde mit dem Begriff Vater nicht lediglich der direkte männliche Verwandte bezeichnet, sondern gleich mehrere männliche Verwandte. Morgan begann auf der Suche nach einer Erklärung Verwandtschaftsterminologien von überall auf der Welt und der antiken Klassik zu sammeln und zu vergleichen. Er fand heraus, dass viele, in Zeit und Raum weit voneinander entfernte Völker ähnliche Arten von Verwandtschaftsbenennungen verwendeten und es einige wenige Standardtypen solcher Benennungen gab. So erstellte er einen umfassenden Katalog, den er 1871 in seinem 600-Seiten-Werk The Systems of Consanquinity and Affinity of the human Family veröffentlichte. Das Buch enthält auf über 200 Seiten drei Übersichtstabellen mit Begriffen, die Verwandtschaftsbeziehungen (oder systems of consanguinity) aus drei verschiedenen linguistischen Gruppen beschreiben: Table I: Semitic, Aryan, and Uralian families; Table II: Ganowanian family; Table III: Turanian and Malyan families. Annähernd könnte man hier auch sagen, dass sich Morgan mit der ersten Gruppe auf die Völker Europas und Westasiens, mit der zweiten auf die amerikanischen Indianer und mit der dritten Gruppe auf die Völker Süd- und Ostasiens und Teilen Ozeaniens bezog. Diese drei Übersichtstabellen unterteilte er wiederum in mehrere Tabellen (insgesamt 139 Tabellen). Die Textabschnitte des Buches fungieren als eine Art Kommentar zu den Tabellen und teilen das Buch so in drei Teile.
Die Bedeutung von Morgans Werk bleibt bis heute unbestritten – nicht zuletzt, da er und Sir Edward Tylor durch ihre Veröffentlichungen im Jahr 1871 als Begründer der Ethnologie gelten. Für einige Zeit beschäftigten sich vor allem Verwandtschaftsethnologen in Amerika hauptsächlich mit Verwandtschaftsterminologien (siehe beispielsweise Alfred Kroeber 1909 oder George P. Murdock 1949). Dennoch wird Morgan mittlerweile vorgeworfen, er habe die Bedeutungen hinter seinen Terminologien nicht verstanden und sei ebenfalls den Fehlern der Evolutionstheorie aufgelaufen.

### Entwicklungen Anfang bis Mitte des 20. Jahrhunderts
Anfang des 20. Jahrhunderts wurden die evolutionistischen Theorien durch neue Theorien (z. B. Diffusionismus) und Ethnologen wie Franz Boas überholt. Verwandtschaft blieb zwar für die nachfolgenden Ethnologen – u. a. Bronislaw Malinowski, Alfred Radcliffe-Brown, Edward E. Evans-Pritchard und Meyer Fortes – der zentrale Bestandteil ihrer Arbeiten; der Fokus änderte sich jedoch. Ihr Hauptaugenmerk lag nicht mehr auf Verwandtschaftsterminologien und das Aufzeigen von gesellschaftlicher Evolution. Ihr Hauptinteresse galt der Frage nach dem Fundament von Gesellschaften, die trotz Abwesenheit von Staatlichkeit funktionierten. Ihrer Erkenntnis nach bestimmten vor allem Verwandtschaftsbeziehungen die politischen Strukturen und sicherten den Fortbestand staatenloser Gesellschaften. Folglich konzentrierten sich die Ethnologen jener Zeit auf die Regeln der Verwandtschaftszuordnung (Heirat, Filiation, Deszendenz), den sozialen Kontext der Kernfamilie, die Untersuchungen von Lineages und die Variabilität verwandtschaftlicher Institutionen in verschiedenen Kulturen.

#### Funktionalismus
Bronislaw Malinowski brachte durch seine langen Feldforschungsaufenthalte in Melanesien frischen Wind in die (Verwandtschafts-)Ethnologie. Er war weder an Terminologien noch an evolutionistischen Spekulationen interessiert. Vielmehr versuchte er die Bräuche der Trobriander im Kontext ihrer eigenen Kultur und anhand der Funktionen ihrer Institutionen zu erklären. Im Sinne des Funktionalismus stellte die Kernfamilie für ihn eine universale soziale Institution dar, deren Funktion es war, „die Gemeinschaft mit Mitgliedern zu versorgen“. Dabei interessierten ihn insbesondere einheimische Familienkonstellationen und die Beziehung zwischen Eltern und Kindern – letztere zum Teil aufgrund der Beeinflussung durch die freudsche Psychologie.

#### Strukturfunktionalismus
Der ehemalige Schüler Malinowskis Edward Evan Evans-Pritchard grenzte sich bald in seinen Arbeiten vom „reinen“ Funktionalismus seines früheren Lehrers ab und orientierte sich mehr an strukturfunktionalistischen Strömungen. Für Vertreter dieser Richtung standen nicht mehr die Betrachtung der Rolle einzelner Institutionen und deren Funktion im Vordergrund, sondern die Geschichte, Struktur und Verknüpfungen innerhalb einer Gesellschaft. Erst durch das Aufdecken der inneren Struktur und des Zusammenhangs der Institutionen einer Gesellschaft ist demnach eine funktionale Interpretation möglich. In The Nuer: A Description of the Modes of Livelihood and Political Institutions of a Nilotic People (1940) legte er seinen Fokus auf die Struktur der Nuer-Gesellschaft, indem er ihre Aufteilung in politische Gruppen und Abstammungsgruppen aufzeigt und die Prinzipien beleuchtet, die dieser Struktur zugrunde liegen. 1951 folgte der zweite Teil seiner Monographie Kinship and Marriage among the Nuer, in dem er an seine vorherigen Überlegungen anknüpft und seinen Fokus auf die Heirat bei den Nuer legt und deren fundamentale Bedeutung für verwandtschaftliche Netzwerke aufzeigt: „The network of kinship ties within any Nuer community can ultimately be reduced to a series of marriage unions“. Mit dem Erscheinen von African Political Systems, das er gemeinsam mit Meyer Fortes ebenfalls 1940 veröffentlichte, begründete er zudem die Politikethnologie, die sich im Laufe der Jahrzehnte fast gänzlich von ihrem eigentlichen Ursprung, der Verwandtschaftsethnologie, abgrenzte.
Ähnlich wie Evans-Pritchard zeigte auch der in Südafrika geborene Sozialanthropologe Meyer Fortes in Dynamics of Clanship among the Tallensi (1945) auf, welchen enormen Einfluss die Abstammungsgruppen der Tallensi auf die soziale und politische Struktur ihrer Gesellschaft hatte. Er unterscheidet zwischen zwei Bereichen von Verwandtschaft: domestic und politicojural. Der erste Bereich bezieht sich auf die private Sphäre der Kernfamilie, also Mutter, Vater und Kinder. Letzterer umfasst die öffentlichen Rollen oder Funktionen, die von der weiteren Verwandtschaft, der Lineage, bestimmt werden. Die Lineage wurde als das zentrale Hauptmerkmal verstanden, auf deren Basis sich vor allem afrikanische Gesellschaften organisierten. Eigentum war im Besitz der Verwandtschaftsgruppe; die Abstammung der einzelnen Mitglieder wurde durch einen gemeinsamen Vorfahren bestimmt. Nach Fortes können weder Politik noch Religion von Verwandtschaft getrennt werden, sondern machen vielmehr den Zusammenhalt in jenen Gesellschaften aus.
In ihrem 1950 erschienenen Sammelband African Systems of Kinship and Marriage – u. a. mit Beiträgen von Max Gluckman, Fortes und Evans-Pritchard – betonen Alfred Radcliffe-Brown und Daryll Forde in ihrer Einleitung die Bedeutung von Verwandtschaft für die Ethnologie: „For the understanding of any aspect of the social life of an African people – economic, political, or religious – it is essential to have a thorough knowledge of their system of kinship and marriage“. Als Mitbegründer des Strukturfunktionalismus behandelt Radcliffe-Brown Verwandtschaftssysteme als ein Feld von Rechten und Pflichten und sieht sie als Teile der Gesellschaftsstruktur.

#### Strukturalismus
Während in England Heirat als Verstärkung der jeweiligen Verwandtschaftsgruppe diskutiert wurde und Heirat und daraus entspringende legitime Nachkommen als notwendig für das Fortbestehen der Gruppe betrachtet wurden – also Heirat Teil des Verwandtschaftssystems war und die Funktion der Aufrechterhaltung erfüllte – ging der Franzose Claude Lévi-Strauss in seiner Allianztheorie davon aus, dass Verwandtschaftsgruppen Einheiten waren, die in einem System von Allianzen hergestellt oder durch Heirat ausgedrückt wurden. Der Unterschied von Verwandtschaftssystemen liegt demnach darin, in welcher Art und Weise Frauen im jeweiligen System getauscht werden. Diese so geschaffenen Allianzstrukturen wirken sich wiederum auf den sozialen, politischen und religiösen Raum aus und strukturieren die Gesellschaft. Doch trotz des Perspektivenwechsels, den Lévi-Strauss in Les structures élémentaires de la parenté (1949) vollzieht, gewann sein Werk nur langsam an Bedeutung, da es auf Französisch verfasst und extrem lang war.

### Die Krise in den 1970er Jahren
Bis in die 1960er Jahre galt die Verwandtschaftsethnologie als der zentrale Bestandteil der Ethnologie. In den 1970er Jahren kam jedoch starke Kritik an den bisherigen Ansätzen der Verwandtschaftsethnologie auf. Der Vorwurf lautete zum einen, dass sie auf der Illusion des Universalismus beruhe. Zum anderen sei ihre bisherige Herangehensweise zu formal, da sie keinen Raum für den Unterschied zwischen Regeln und tatsächlichem Verhalten zuließe.
Insbesondere der amerikanische Ethnologe David Murray Schneider lehnte die abstrakten Studien über Verwandtschaftsterminologien entschieden ab und stellte überhaupt die Existenz von Verwandtschaft außerhalb Europas und den USA in Frage. Seiner Meinung nach gehen Verwandtschaftsethnologen fälschlicherweise davon aus, dass es universal gültige Verwandtschaftskategorien gäbe. Nach ihm sollte der zentrale Kern der Verwandtschaftsethnologie weder aus der komparativen Analyse von Verwandtschaftsterminologien noch der Funktion von sozialen Gruppen bestehen. Vielmehr sollte die zentrale Fragestellung sein, wie kulturelle Bedeutungen geschaffen und ein symbolisches System wie Verwandtschaft im jeweiligen kulturellen Kontext verstanden werden kann (siehe hierzu auch Clifford Geertz und die Interpretative Ethnologie). Dieser Ansatz beinhaltet sowohl eine Entfernung vom strukturfunktionalistischen Denken der Briten (siehe oben Evans-Pritchard, Radcliffe-Brown und Fortes) als auch vom Strukturalismus Lévi-Strauss’. In seinen beiden Werken American Kinship (1968) und A Critique of the Study of Kinship (1984) steht die Beziehung zwischen Natur und Kultur – genauer zwischen den biologischen und sozialen Aspekten von Verwandtschaft – und die Entwicklung von kulturellen Bedeutungen in diesem Kontext im Zentrum. Indem er die seiner Meinung nach eurozentristische Annahme, dass Verwandtschaftsbeziehungen vor allem auf Blut und Abstammung bzw. sexueller Reproduktion zurückzuführen seien, kritisiert und danach fragt, was an Verwandtschaft biologisch und was kulturell ist, ebnet er den Weg für ein neues Feld in der Verwandtschaftsethnologie.
Dennoch ließ das Interesse an der Verwandtschaftsethnologie in den 1970er und 1980er Jahren zunächst stark nach. Als Gründe werden neben Schneiders radikaler Kritik zum einen die feministische Ethnologie der 1980er aufgeführt, in der Gender mehr an Bedeutung gewann und Verwandtschaft in den Hintergrund geriet. Zum anderen schreckte der Formalismus der strukturorientierten Verwandtschaftsethnologie viele Ethnologen von einer Auseinandersetzung mit Verwandtschaft ab. Ende der 1980er bis Mitte der 1990er Jahre erlebte die Verwandtschaftsethnologie dann eine „Renaissance“: Die Entwicklung neuer Reproduktionstechnologien und die zwangsläufige Rückbesinnung auf verwandtschaftsethnologische Erkenntnisse, wenn es um soziale Institutionen wie Ehe, Familienstrukturen usw. geht, warfen neue Fragen auf. Diese neueren Konzepte können auch unter dem Begriff der New Kinship Studies zusammengefasst werden.

## Neue Konzepte/New Kinship Studies
Der erneute Aufschwung in der Verwandtschaftsethnologie in den 1990er Jahren lässt sich vor allem durch „einen Wandel der Konzeption von Verwandtschaft“ erklären.
Die neuen Strömungen (auch New Kinship Studies) beschäftigen sich mehr denn je in der Verwandtschaftsforschung mit der Frage, wie Verwandtschaftsbeziehungen entstehen, und hinterfragen – wie schon Schneider – die lange vorherrschende Prämisse, dass Verwandtschaft vorwiegend auf genealogischen Verbindungen basiert. Eine der Grundthesen der New Kinship Studies lautet, „[d]ass Verwandtschaft gemacht wird, indem sie in realen sozialen Prozessen, die sich beständig ändern, gedacht, vorgestellt und gelebt wird“.

### Themen der New Kinship Studies
So beschäftigt sich Janet Carsten mit dem Zusammenhang von Sozialem und Biologischem, deren Grenzen sie in vielen Fällen als unscharf, wenn überhaupt sichtbar bezeichnet. Um sich von bisherigen Konzepten von Verwandtschaft und der „willkürlichen“ Dichotomie von Natur und Kultur abzugrenzen, führt Carsten den Begriff der relatedness ein. Relatedness beschreibt im weitesten Sinne „the ways in which people create similarity or difference between themselves and others“. Diese sehr offene Formulierung von Verwandtsein soll Raum für die Vielfalt von Verwandtschaft geben und Verwandtsein als Zustandsbeschreibung und nicht per se als kulturelle oder biologische Tatsache verstehen. In dem von Carsten herausgegebenen Sammelwerk Cultures of Relatedness verwenden die Autoren demnach den Begriff relatedness „in order to signal an openness to indigenous idioms of being related rather than a reliance on pre-given definitions or previous versions“.
Basierend auf dem Prinzip der relatedness von Carsten stellt Signe Howell in ihrem 2006 erschienenen Buch The Kinning of Foreigners ihr Konzept des Verwandt-Machens (kinning) vor: „By kinning I mean the process by which a foetus or newborn child is brought into a significant and permanent relationship with a group of people, and the connection is expressed in a conventional kin idiom“. Dieser weder triviale noch automatische Prozess bezieht sich nicht nur auf Neugeborene, sondern auf jegliche Personen, die, z. B. durch Heirat, eine verwandtschaftliche Verbindung mit einer Gruppe eingehen. Verwandt-Machen kann nach Howell durch drei Praktiken erfolgen: (1) durch biologische oder als natürlich vorgestellte Zusammenhänge (kin by nature); (2) durch soziales Teilen durch Nahrung oder Erziehung (kin by nurture) und (3) durch das Gesetz (kin by law). Das Gegenstück zu kinning nennt Howell de-kinning. Damit beschreibt sie den rückläufigen Prozess des Verwandt-Machens, das heißt eine Verwandtschaftsbeziehung mit einer Person wird aufgelöst bzw. kommt gar nicht erst zustande, wie das bei Kindern der Fall ist, die nach ihrer Geburt zur Adoption frei gegeben werden.
Viele der neueren Forschungen zu Verwandtschaft konzentrierten sich zunächst hauptsächlich auf das soziale Teilen und wendeten sich somit von biologischen oder rechtlichen Zusammenhängen ab und einem Bereich der Verwandtschaftsethnologie zu, der bis dahin fast gänzlich außer Acht gelassen wurde. Unter nurture als Form des Verwandtschaft-Machens fallen „das alltägliche Teilen von Substanzen, Erfahrungen oder auch Räumen, Zeiten und Orten“. Geteilte Substanzen können sowohl Körpersubstanzen wie Blut, Sperma, Gene oder Muttermilch als auch Substanzen wie Nahrung sein (siehe hierzu die Arbeiten von Carsten 1997, Notermans 2004 und Weismantel 1995). Ferner werden auch das Teilen von Erlebnissen (Weston 1991) oder das Durchführen von Ritualen (siehe hierzu: Schareika 2010) als Bestandteile des Verwandt-Machens in Betracht gezogen.
Im Gegensatz zu früheren Arbeiten spielt bei derartigen Herangehensweise an Verwandtschaft die genealogische Abstammung zwar immer noch eine Rolle, sie steht aber nicht mehr im Vordergrund. Vielmehr gewinnt die gelebte Verwandtschaft, wie sie im Alltag stattfindet, an Bedeutung und die Prozesshaftigkeit und Flexibilität von Verwandtschaft werden betont. Ein weiterer Unterschied zu älteren Arbeiten über Verwandtschaft ist, dass Verwandtschaftsethnologen sich nicht mehr nur auf den außereuropäischen Raum begrenzen, sondern den Blick zunehmend auf euroamerikanische Gesellschaften richten oder Debatten aus ihrer eigenen Gesellschaft aufgreifen (siehe hierzu beispielsweise Carstens Einleitung in After Kinship 2004). Diese regionale Rückbesinnung liegt auch an Themen wie den neuen Reproduktionstechnologien oder Adoption, die die Verwandtschaftsethnologie in den letzten Jahrzehnten vermehrt beschäftigen und den Blick auf die eigene Gesellschaft lenken (siehe hierzu: Kahn 2004 oder Cil 2007).
Aber auch die klassischen Themen der Verwandtschaftsethnologie wie Heirat, Deszendenz und Filiation finden weiterhin Beachtung unter Verwandtschaftsethnologen und werden neu interpretiert. In Bezug auf Heirat mögen sich zwar die Kriterien der Partnerwahl und Heiratsstrategien ändern; ihre Bedeutung in der jeweiligen Gesellschaft – und damit auch für die Ethnologie – bleibt dennoch oftmals zentral. Neuere Arbeiten konzentrieren sich daher u. a. auf den Einfluss von sozialem Wandel auf Heiratspraktiken oder auf interethnische Beziehungen, die über nationale, ethnische der kulturelle Grenzen hinaus untersucht werden; siehe hierzu die Beiträge von Alex und Beer in selbigem oder Porter 2004.
Auch die Frage nach der Filiation, das heißt nach der Abstammung einer Person, beschäftigt nach wie vor Verwandtschaftsethnologen; allerdings unter dem Vorbehalt, dass dabei nicht unbedingt die Beziehungen zwischen Kindern und ihren leiblichen Eltern gemeint sein müssen. Hinzu kommen in diesem Zusammenhang Arbeiten zu Kindspflegschaft oder child fostering, die klassische und neue Theorien der Verwandtschaftsethnologie verbinden und verschiedene Praktiken des Verwandt-Machens aufzeigen (siehe hierzu Alber u. a. 2013a).
Weniger Beachtung finden weiterhin Themen, die sich mit den Verwandtschaftsbeziehungen der erweiterten Familie – z. B. Geschwister- oder Schwagerbeziehungen oder Beziehungen zwischen Großeltern und ihren Enkeln – auseinandersetzen (siehe hierzu: Notermans 2004 oder Alber u. a. 2013b).

### Kritik
Doch trotz der „Wiederbelebung der Verwandtschaftsethnologie“, die durch die Impulse der New Kinship Studies maßgeblich ausgelöst wurde, gibt es auch Positionen, die sich gegen die Neuorientierung der Verwandtschaftsethnologie richten. Einer der Hauptkritikpunkte ist die Ignoranz gegenüber formalen Analysen von Verwandtschaft. Auch Alber u. a. lenken ein, dass bei einer Fokussierung nur auf die alltäglich gelebte Verwandtschaft die Gefahr bestehe, dass der strukturelle Rahmen von Verwandtschaft außer Acht gelassen werde. Es sollte jedoch bedacht werden, dass „[j]edes Aushandeln und jede Schaffung von Verwandtschaft […] vor dem Hintergrund bestehender verwandtschaftlicher Strukturen“ stattfinden, die wiederum in der Praxis ausgehandelt werden.